# Maria Zankovetska
Maria Zankovetska, född 1854, död 1934, var en ukrainsk skådespelare. 
Maria Zankovetska var dotter till den fattiga adelsmannen Kostyantyn Kostyantynovych Adasovsky och Maria Vasylivna Nefedova. 
Hon debuterade som amatörskådespelare 1876, och gjorde sin debut som professionell skådespelare då hon år 1882 engagerades vid Yelizavetgrads statsteater i Kropyvnytskyj. Hon var sedan verksam i flera av de mest berömda ukrainska teatersällskapen, under Marko Kropyvnytsky, Mykhailo Starytsky, Mykola Sadovsky, och Panas Saksahansky.
Zankovetska hade en dramatisk mezzosopran, och uppmärksammades för sitt framförande av ukrainska folksånger. Som skådespelare utförde hon ofta dramatiska hjälteroller på ett temperamentsfullt sätt, och uppmärksammades för att hon ansågs framställa ukrainskt folkliv i sina roller.
Maria Zankovetska bildade år 1918 sitt eget teatersällskap, och fick samma år en statlig pension på livstid. 
År 1922 firades hennes 40-årsjubileum som artist offentligt av Ukraina, och hon blev den första personen i Ukraina som fick den sovjetiska titeln folkartist.